# سلیم خاکستری
سلیم خاکستری (نام علمی: Pluvialis squatarola) گونه‌ای سلیم از سردهٔ باران‌زی‌ها است.
سلیم خاکستری ۲۷ سانتی‌متر طول دارد؛ این پرنده در فصل زاد و ولد به‌طور کلی در سطح شکمی سیاه و در سطح پشتی سفیدرنگ بنظر می‌آید. به هیچ یک از پرندگان ساحلی به جز سلیم طلایی شباهت ندارد. اما در تمام فصول به وسیله جثه پر، منقار کلفت‌تر، چشم‌های درشت‌تر، پرهای زیر بغلی سیاه (که با سفیدی سطح زیرین بال‌ها تضاد خاضی دارد) و بالاخره نوار بالی، دمگاه و دم سفیدرنگ مشخص می‌شود. سطح پشتی پرنده نابالغ در تابستان پر از خال‌های سفید و در زمستان بیشتر خاکستری مایل به قهوه‌ای یک دست است. سطح شکمی آن سفیدتر از سطح شکمی سلیم طلایی به نظر می‌رسد. پرنده نابالغ زردرنگ است و گاهی با سلیم طلایی اشتباه می‌شود. سلیم خاکستری معمولاً حالتی قوز کرده دارد.

## زیستگاه
در زمستان در خورها و سواحل ماسه‌ای یا گلی و کمتر دور از دریا دیده می‌شود.

## پراکندگی
سلیم خاکستری پرنده‌ای است که به صورت مهاجر عبوری زیاد است و در همه جای ایران دیده می‌شود.
در ۱۵ سال گذشته، زمستان‌ها در سواحل دریای خزر و سواحل جنوبی ایران فراوان بوده است و اما در حال حاضر اطلاع دقیق و صحیحی از تعداد و پراکندگی آن در دست نیست.

## نگار خانه

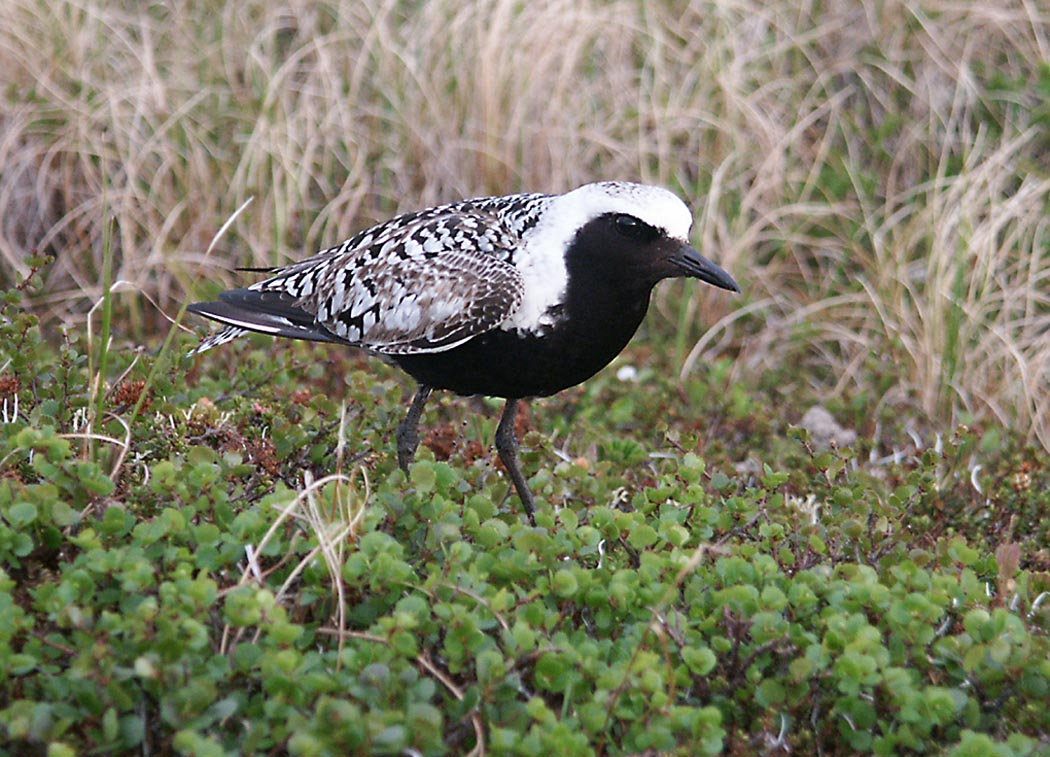
سلیم خاکستری
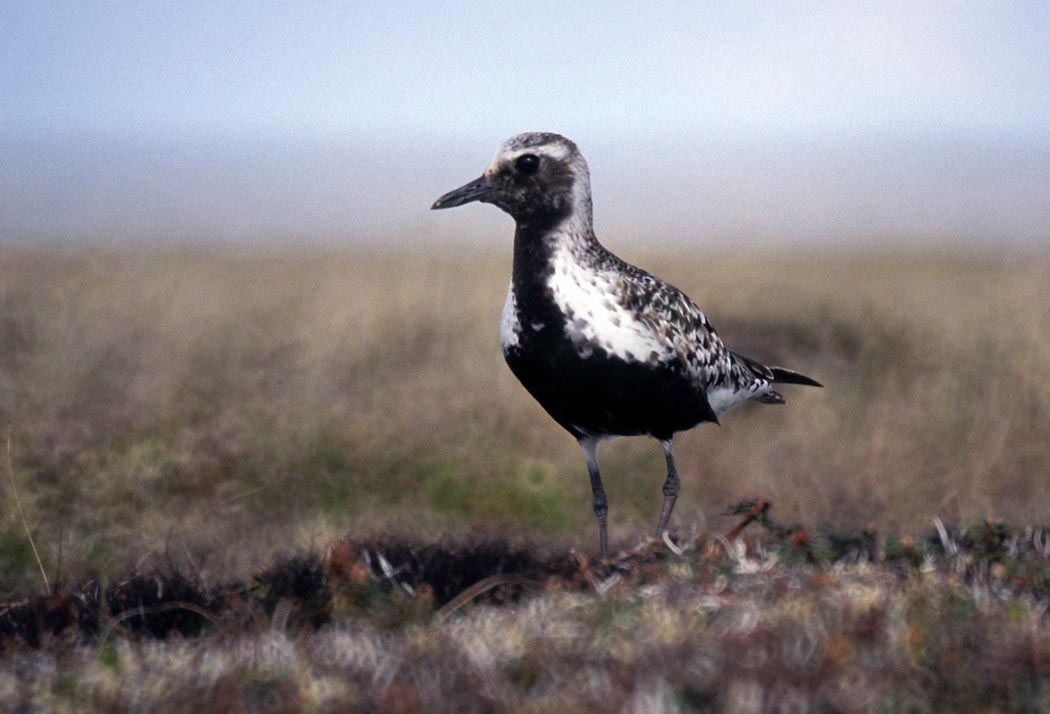
سلیم خاکستری
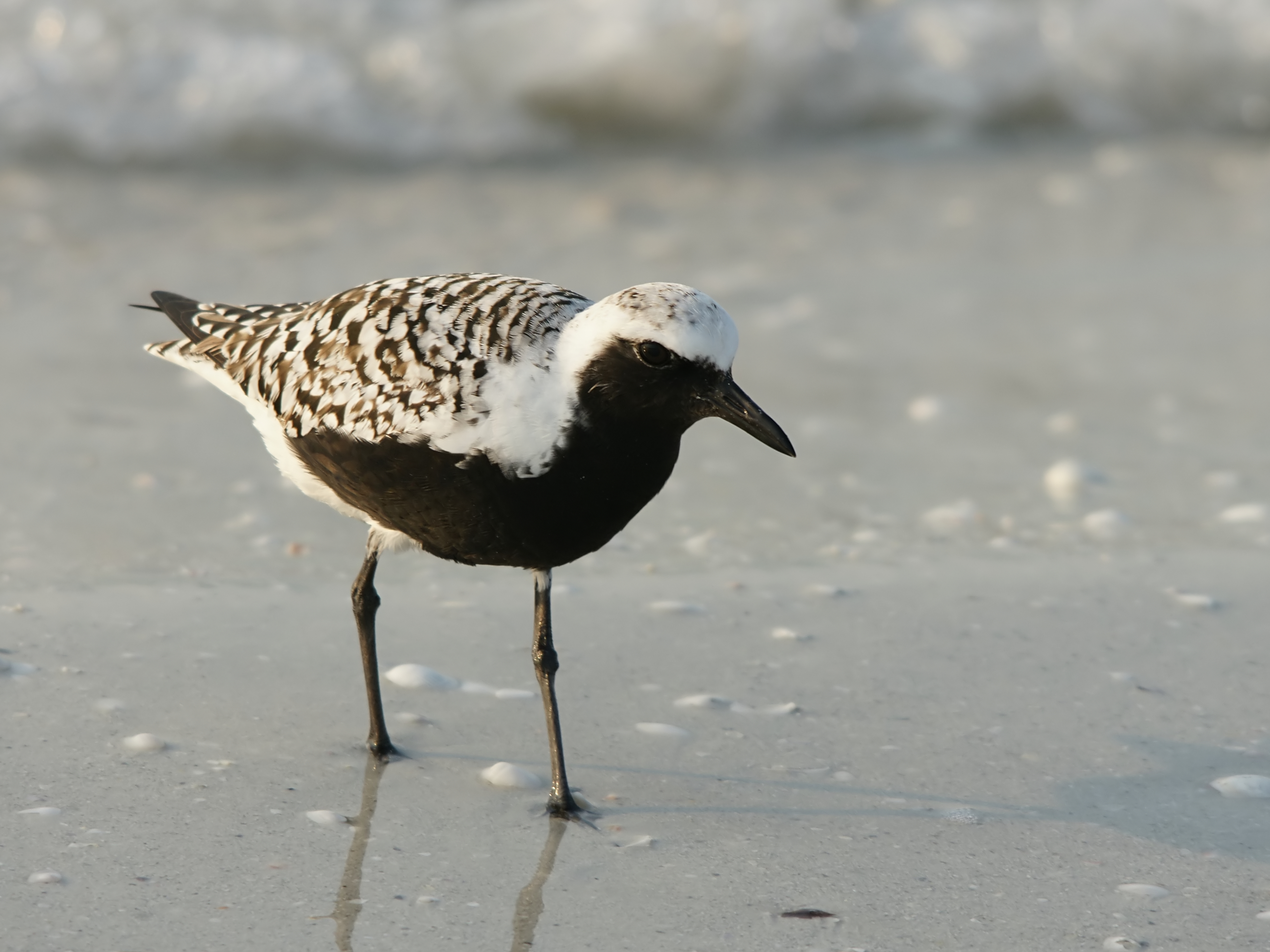
سلیم خاکستری
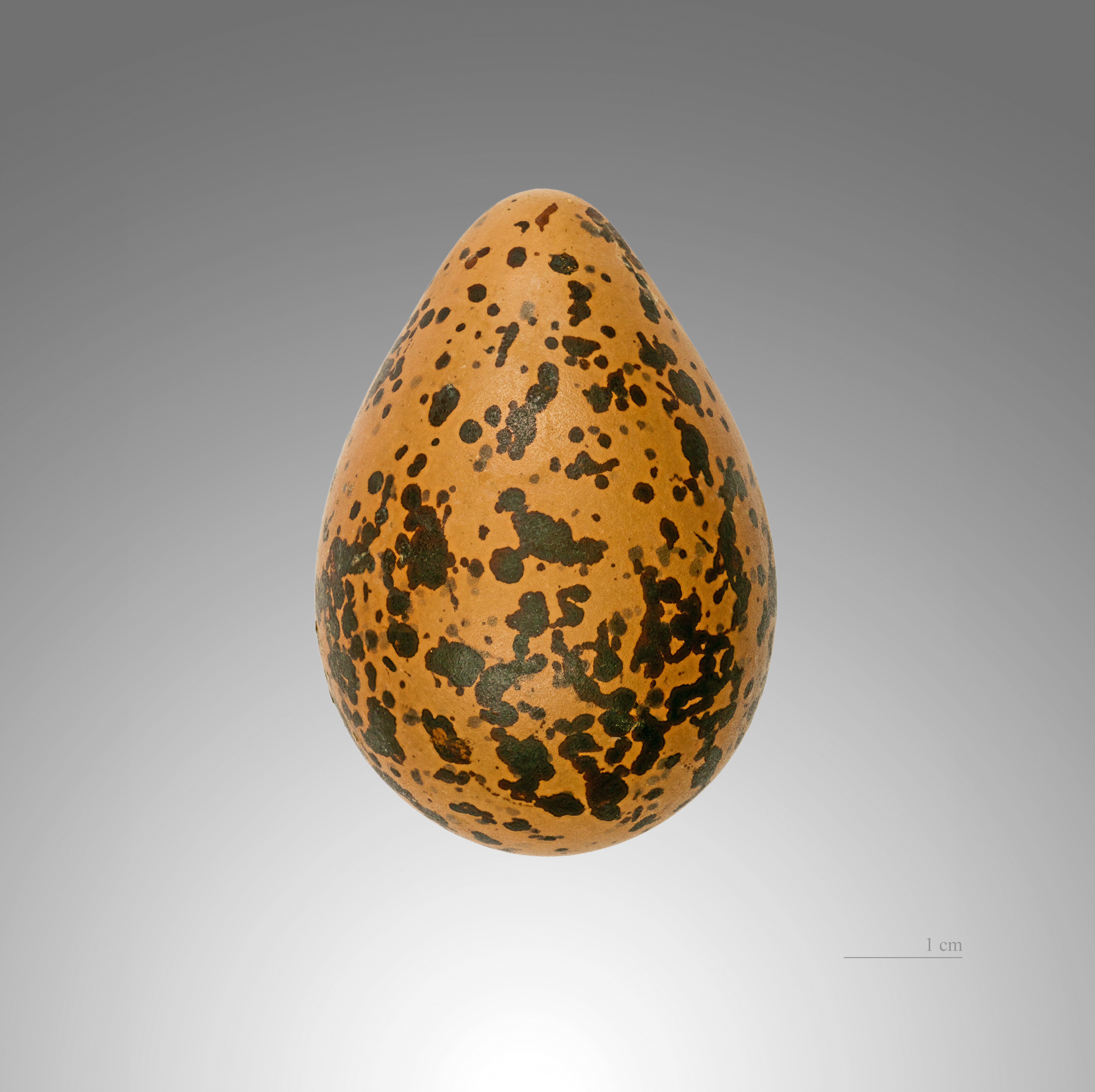